# Držovice
Držovice (Duits: Dorschowitz) is een Moravische gemeente in de Tsjechische regio Olomouc, en maakt deel uit van het district Prostějov. Držovice telt 1555 inwoners (2023).

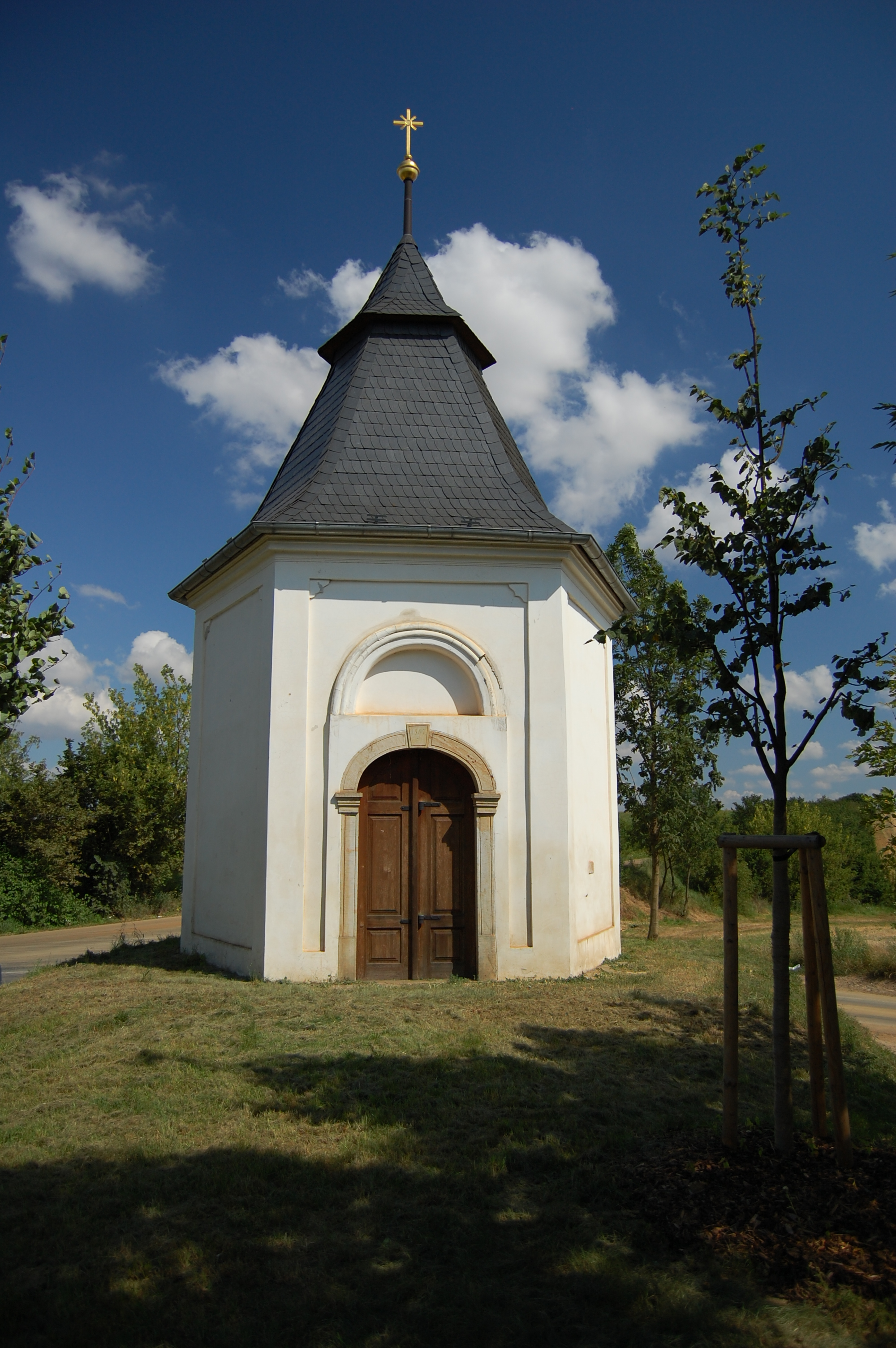
Kapel

## Geschiedenis
- 1141 – Eerste schriftelijke vermelding van Držovice.
- 1973 – De gemeente Držovice wordt geannexeerd door de stad Prostějov.[1]
- 2006 – Držovice wordt een (opnieuw) zelfstandige gemeente.

## Aanliggende gemeenten
| Aangrenzende gemeenten | Aangrenzende gemeenten | Aangrenzende gemeenten | Aangrenzende gemeenten | Aangrenzende gemeenten |
| ---------------------- | ---------------------- | ---------------------- | ---------------------- | ---------------------- |
| Smržice                |                        |                        |                        | Vrbátky                |
|                        |                        |                        |                        |                        |
|                        |                        |                        |                        |                        |
|                        |                        |                        |                        |                        |
|                        |                        |                        |                        | Prostějov              |